# ديسقوريا اسكويرولية
ديسقوريا اسكويرولية (الاسم العلمي:Dioscorea esquirolii) هي نوع من النباتات تتبع جنس الديسقوريا من الفصيلة الديسقورية.